# Departamento Usulután
Usulután ist eines von 14 Departamentos in El Salvador und liegt im Süden des Landes an der Pazifikküste.
Die Hauptstadt des Departamentos (cabecera) ist die gleichnamige Stadt Usulután. Gegründet wurde das Departamento am 22. Juni 1865. Der Name Usulután kommt aus der Nahuatl-Sprache und bedeutet so viel wie „Ort der Ozelote“.
In Usulután befinden sich der gleichnamige Vulkan Usulután und der Vulkan Tecapa sowie das teilweise als Biosphärenreservat deklarierte Waldgebiet Bosque de Nancuchiname. Die bekanntesten Strände in El Salvador befinden sich ebenfalls in Usulután.

## Distritos von Usulután
- Berlín
- Estanzuelas
- Usulután (cabecera)
- Santiago de María

## Municipios
Das Departamento Usulután ist in 23 Municipios unterteilt:
1. Alegría
2. Berlín
3. California
4. Concepción Batres
5. El Triunfo
6. Ereguayquín
7. Estanzuelas
8. Jiquilisco
9. Jucuapa
10. Jucuarán
11. Mercedes Umaña
12. Nueva Granada
13. Ozatlán
14. Puerto El Triunfo
15. San Agustín
16. San Buenaventura
17. San Dionisio
18. San Francisco Javier
19. Santa Elena
20. Santa María
21. Santiago de María
22. Tecapán
23. Usulután